# Heinz Carwin
Heinz Carwin (geboren als Heinz Karpeles 14. November 1920 in Wien; gestorben 30. März 2004 in Berlin) war ein österreichischer Schriftsteller.

## Leben
Heinz Karpeles floh nach dem Anschluss Österreichs 1938 mit seinen Eltern nach England und arbeitete als Chemiker. Er schloss sich in London der Kulturszene der österreichischen Emigranten im Austrian Center an. Im Jahr 1940 wurde er für drei Monate im Lager Sutton Coldfield bei Birmingham als feindlicher Ausländer interniert und begann unter dem Hafteindruck Gedichte und Theaterstücke zu schreiben. Martin Miller rezitierte bei Veranstaltungen der Free German League of Culture in Great Britain 1941 aus dem (verschollenen) Stück Juden, 1943 aus dem Stück Flieder. Gedichte von ihm erschienen während des Krieges in deutschsprachigen Anthologien der Exilanten, seine Dramen blieben ungedruckt.
Nach Kriegsende kam Carwin mit der US-Army als technischer Übersetzer in das besetzte Deutschland nach Hanau und nach Karlsruhe. Er heiratete die ebenfalls aus der Emigration zurückgekehrte Herta Schubart (1898–1975), die sich nun Susanne Carwin nannte, die Ehe wurde 1959 geschieden. Carwins Stück Flieder wurde 1946 im Theater in der Josefstadt mit Gertrud Ramlo aufgeführt. Carwin kehrte nach Wien zurück und arbeitete als politischer Redakteur bei der Boulevardzeitung Wiener Kurier. Er ging 1952 als Chefdramaturg zum Bühnenverlag Felix Bloch Erben nach West-Berlin und wohnte fortan dort. Ab 1962 arbeitete er einige Zeit als Fernsehprogrammdirektor beim Fernsehproduktionsunternehmen RIVA in München und später in der Privatwirtschaft. Er übersetzte Theaterstücke von Paul Ableman und Leonard Webb ins Deutsche.
Sein Stück Großmutter Himmelreich wurde 1996 in Ingolstadt uraufgeführt.

## Schriften (Auswahl)
- Flieder. Tragödie in drei Akten. 1943. Stuttgart-Zuffenhausen, Chronos-Verlag Martin Mörike [1948] als maschinenschriftliches Bühnenmanuskript vervielfältigt.
- Großmutter Himmelreich und einige andere unwesentliche Ereignisse. 4 Akte, 1944. Wiesbaden, Ralf Steyer Verlag  ohne Jahr als maschinenschriftliches Bühnenmanuskript vervielfältigt. - Der korrekte Titel lautet "Unzugängliche Aufzeichnungen über die dumme alte Großmutter Himmelreich [...]".
- Weder gut noch böse. Ein wahres Trauerspiel, 1947. Stuttgart-Zuffenhausen, Chronos-Verlag Martin Mörike [1948] als maschinenschriftliches Bühnenmanuskript vervielfältigt.
- Flieder. Großmutter Himmelreich. Weder gut noch böse. Drei Theaterstücke aus der Emigration. Berlin: Hentrich, 1993 ISBN 978-3-89468-069-5
- Karlheinz Espe (Pseudonym): Geschichten um Hannelore und andere letzte Nachrichten. Berlin : Transit, 1992 ISBN 978-3-88747-077-7